# Albania – Shqipni
Albania – Shqipni var en albansk illustrerad tidskrift med ekonomiska, politiska, litterära och vetenskapliga teman och utkom månatligen. Den utgavs första gången 1940 i Rom i Italien och fortsatte regelbundet med tolv nummer fram till 1942. Den utgavs på italienska och albanska. Den var ett uttryck för italiensk kolonial politik i Albanien och försökte finna och propagera för det gemensamma med italienare och albaner genom historien. Också alster av prosa och poesi fanns med i tidskriften.